# A Quiet Night In
 (août 2025).
Le contenu est difficilement compréhensible vu les erreurs de traduction, qui sont peut-être dues à l'utilisation d'un logiciel de traduction automatique.
A Quiet Night In est le deuxième épisode d'Inside No. 9, une série d'anthologie d'humour noir de télévision britannique. Il a été diffusé pour la première fois le 12 février 2014 sur BBC Two. 
Écrit par Reece Shearsmith et Steve Pemberton, il met en vedette les écrivains comme une paire de cambrioleurs malchanceux tentant de s'introduire dans la grande maison moderniste d'un couple - joué par Denis Lawson et Oona Chaplin - pour voler une peinture. Une fois les cambrioleurs dans la maison, ils rencontrent obstacle après obstacle, tandis que les amoureux, ignorant leur présence, se disputent. L'épisode progresse presque entièrement sans dialogue, s'appuyant plutôt sur la comédie physique et le slapstick, bien que des éléments plus sinistres soient présents dans l'intrigue. En plus de Pemberton, Shearsmith, Lawson et Chaplin, Joyce Veheary et Kayvan Novak jouent également dans A Quiet Night In.

## Production
Shearsmith et Pemberton avaient initialement envisagé l'inclusion d'un segment sans dialogue dans leur série télévisée Psychoville, mais finalement ne l'ont pas fait. Ils ont trouvé le format de Inside No. 9 approprié pour revisiter l'idée. Les journalistes et les personnes impliquées dans la production de l'épisode ont commenté le casting d'Oona Chaplin, une petite-fille de la star du cinéma muet Charlie Chaplin, dans un épisode presque entièrement sans dialogue, bien que son casting ne soit pas un hommage délibéré. Les critiques ont généralement répondu positivement à l'épisode, et une étude particulièrement élogieuse de David Chater a été publiée dans The Times, ce qui a incité un lecteur à se plaindre d'un épisode plus traumatisant que comique. Lors de sa première diffusion, A Quiet Night In a été regardé par 940 000 téléspectateurs (4,8% du marché).
A Quiet Night In a été soumis à la British Academy of Film and Television Arts pour les prix 2015, mais il n'a pas été nommé. Pemberton et Shearsmith ont déclaré qu'ils n'avaient pas l'intention de faire d'autres épisodes silencieux, mais ont comparé A Quiet Night In au très expérimental Cold Comfort de la deuxième série d'Inside No. 9, un sentiment qui fait écho à la critique.
Les écrivains qui avaient auparavant co-écrit et joué dans The League of Gentlemen et Psychoville, se sont inspirés de Inside No. 9 de David and Maureen, le 4e épisode de la première série de Psychoville, lui-même inspiré de la corde d' Alfred Hitchcock. David et Maureen se déroule entièrement dans une seule pièce et n'est filmé qu'en deux plans. En même temps, le concept d'Inside No. 9 était une réaction à Psychoville, avec Shearsmith disant que « nous avions été tellement impliqués dans le sur-arc labyrinthique, nous pensions qu'il serait bien de faire six histoires différentes avec une maison entièrement nouvelle, de nouveaux personnages chaque semaine. C'est attrayant, car en tant que spectateur, vous n'aimerez peut-être pas cette histoire, mais vous en aurez une autre la semaine suivante. » En tant que série d'anthologie aux thèmes d' horreur, Inside No. 9 rend également hommage à Bizarre, bizarre, The Twilight Zone et Alfred Hitchcock présente.
Le format d' Inside No. 9 a permis à Pemberton et Shearsmith d'explorer des idées moins pratiquées pour d'autres approches de la narration, comme la possibilité d'un scénario avec peu de dialogue. Avant d'écrire A Quiet Night In, Shearsmith avait discuté avec des réalisateurs, dont Ben Wheatley, de la possibilité de produire une oeuvre télévisée sans parole. Les réalisateurs avaient exprimé des doutes, a expliqué Shearsmith, car le succès de la télévision sans dialogue se résume entièrement aux visuels et au tournage. A Quiet Night In a été inspirée par une idée que Shearsmith et Pemberton avaient discutée pour Psychoville. Les auteurs avaient envisagé d'omettre le dialogue d'une section de dix minutes dans un épisode  ou même de l'épisode entier. Pemberton a expliqué que cela n'était pas possible car il y avait « trop de bonnes blagues » qu'ils voulaient intégrer dans la séquence. Cet épisode, comme A Quiet Night In, traitait d'une effraction.

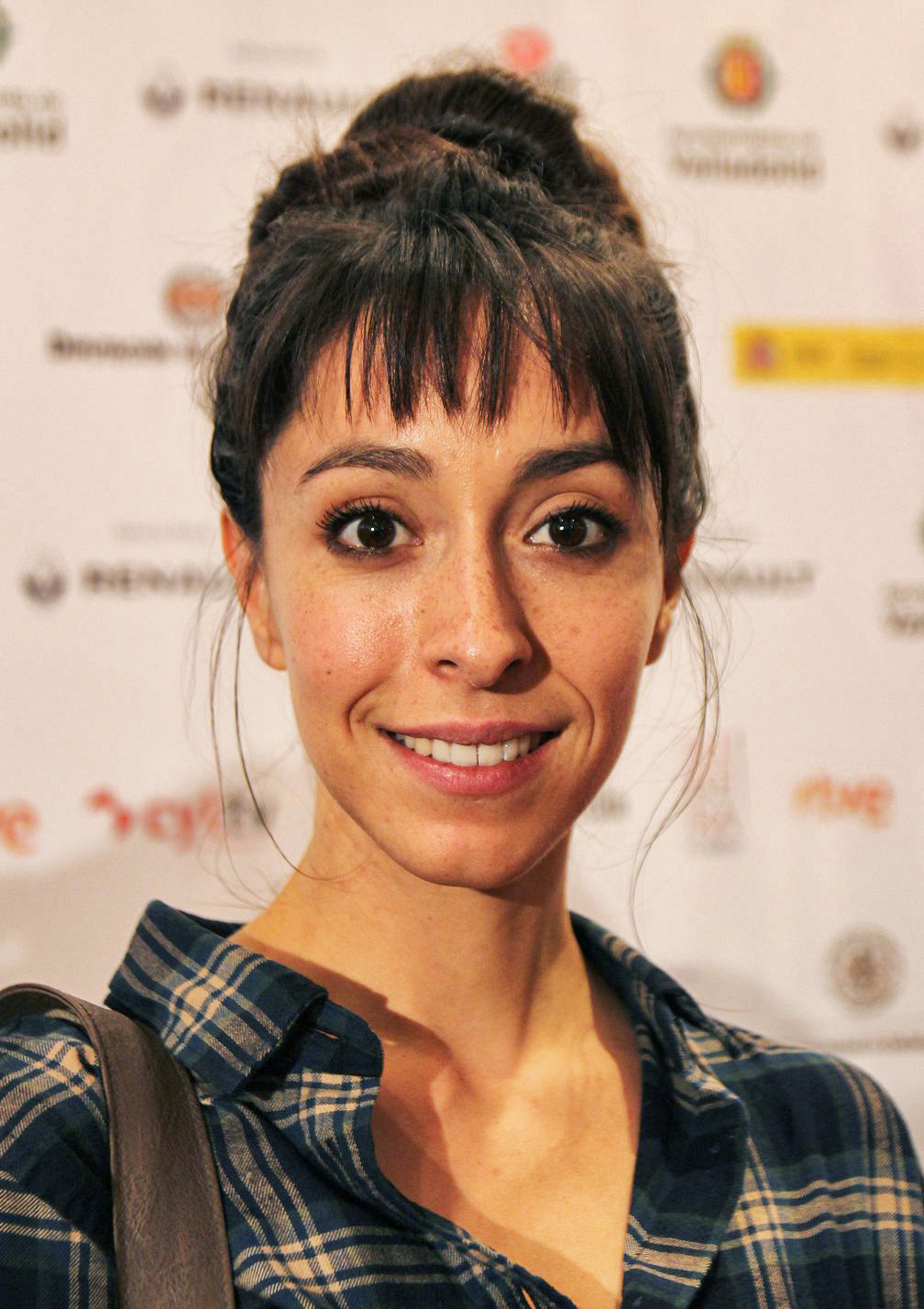
Oona Chaplin en 2016. L'épisode met en vedette une petite-fille de la star du cinéma muet Charlie Chaplin.

Inside N ° 9, pour Pemberton, offrait le véhicule parfait pour revisiter la possibilité d'une télévision sans dialogue. Shearsmith a déclaré qu'au début du processus d'écriture, le couple n'avait pas l'intention de scénariser l'intégralité de l'épisode sans dialogue et qu'il serait génial de disposer de dix minutes sans lui,. Cependant, Pemberton a dit qu'il était plus facile d'écrire une fois qu'ils étaient entrés dans le bon état d'esprit. Une fois qu'un demi-épisode a été écrit, a déclaré Pemberton, le couple a pensé « nous devons juste continuer ». Le seul dialogue dans l'épisode est juste à la fin ; « Quelle belle chose pour arriver à la fin et avoir une seule ligne de dialogue », a suggéré Pemberton, en comparant le concept à celui du film Silent Movie de Mel Brooks.
L'histoire de A Quiet Night In s'articule autour d'une effraction, qui, combinée à une dispute entre les personnes vivant dans la maison, signifie que les personnages ont tous une raison de se taire,. À 18 pages de directives scéniques, le script contenait toutes les blagues de l'épisode, un exercice de planification atypique pour Shearsmith et Pemberton. L'histoire contient plusieurs révélations ; Pemberton a expliqué que lui et Shearsmith « espèrent qu'il y aura un moment oh mon Dieu. Il y a toujours un désir de donner un mauvais pied au spectateur. C'est ce que vous vous efforcez de faire ». Pemberton a déclaré que l'écriture d'un épisode silencieux « vous rend inventif d'une manière complètement différente »[réf. nécessaire].
L'épisode a été tourné au White Lodge, à Oxted, Surrey. Les cambrioleurs de l'épisode sont joués par les écrivains ; la paire a été citée comme disant « nous ne voulions pas dominer [la série], donc nous jouons parfois des personnages assez mineurs. Mais nous savons que, disons, si nous écrivions quelque chose sur deux cambrioleurs, nous serions les cambrioleurs. » Pemberton a suggéré qu'une influence partielle de l'épisode pourrait avoir été la série télévisée pour enfants Brum. Il a dit que lui et Shearsmith avaient « toujours voulu être un couple de voleurs, donc c'est peut-être de là que l'idée est venue ». Les deux auteurs sont convenus que leurs rôles étaient « excellents à jouer », et Pemberton a décrit l'épisode qui en a résulté en disant qu'il « fonctionnait mieux que ce qu'ils auraient pu rêver ».
Comme le format d' Inside No. 9 nécessite de nouveaux personnages chaque semaine, les scénaristes ont pu attirer des acteurs qui n'étaient peut-être pas disposés à s'engager dans une série entière. En plus de Pemberton et Shearsmith, A Quiet Night In a joué Denis Lawson, Joyce Veheary, Oona Chaplin et Kayvan Novak. Pemberton a commenté l'opportunité de lancer Oona Chaplin, une petite-fille de la star du cinéma muet Charlie Chaplin, dans un épisode avec peu de dialogue. Shearsmith a souligné que l'épisode ne devait pas être considéré comme un film muet au même titre que celui de Charlie Chaplin affirmant ailleurs que le casting était « presque un accident mais peut-être un petit signe de tête ». Bruce Dessau, écrivant dans The Independent, a décrit le choix du casting comme « un clin d'œil satisfaisant au cinéma muet ». Oona Chaplin et le producteur exécutif d' Inside No. 9, Jon Plowman, ont cependant souligné qu'il n'y avait aucune signification dans le casting. Elle a également déclaré que son personnage était très différent d'elle, expliquant que « les gros seins, les talons, la perruque blonde ... la libéraient incroyablement ».

## Synopsis
Sabrina (Chaplin) descend les escaliers et Ray remet le tableau et se cache. Sabrina refuse la musique de Gerald pour regarder EastEnders. Gerald revient, assis loin de Sabrina. Il monte sa musique et les deux se disputent la télécommande de la télévision, avant de partir par la porte du patio et de se disputer, bien que leurs voix soient étouffées. Ray coupe la toile et la remplace par du papier absorbant. Lorsque Sabrina rentre, elle se tient sans le savoir sur la toile. Kim le prend, le prenant pour du linge et se dirige vers une buanderie tandis que Sabrina monte à l'étage. Eddie suit Kim et elle lui vaporise quelque chose dans les yeux. Ray assomme Kim et voit la toile dans un panier à linge, qui est envoyé dans une chute à linge. Il court à l'étage, tandis que Gerald reste à l'extérieur.
Sabrina emballe un fourre-tout, y compris le contenu du panier à linge. Elle verrouille le boîtier et se dirige vers une salle de bains . En bas, Gerald récupère un pistolet et retourne dehors. Ray tente de voler la clé du pantalon jeté de Sabrina et il voit que Sabrina est une femme trans. Sur la terrasse, Gerald pointe le pistolet dans sa bouche, alors qu'Eddie trébuche dans le salon, après avoir accidentellement poussé des piments dans ses yeux. Ray se cache sous le lit de Sabrina alors qu'elle rentre dans la pièce; allongé sur une poupée sexuelle à la fois avec des seins et un pénis, il est presque découvert. Eddie se lave le visage et Gerald commence à jouer Without You. Sabrina descend les escaliers en prenant la clé du fourre-tout. Sabrina et Gerald dansent.
Ray traîne le boîtier en haut des escaliers et rencontre Eddie. Gerald pose Sabrina sur le canapé, place un coussin sur son visage et lui tire dessus. Gerald coupe la musique lorsque la sonnette retentit. Répondant à la porte, Gerald voit un homme (Novak) qui brandit une pancarte indiquant « Bonjour, je m'appelle Paul. Je suis sourd-muet. » L'inverse du panneau se lit « Avez-vous besoin de produits de nettoyage aujourd'hui ? » Gerald se dirige vers l'intérieur et cache le corps de Sabrina pendant que Paul attend. Gerald éclabousse sa soupe sur le sang et invite Paul à la nettoyer. Ray descend les escaliers et rencontre Paul ; il procède à l'achat de corde avant de retourner à l'étage. Paul continue de nettoyer, mais voit le trou de balle dans le coussin, puis la valise abaissée à l'extérieur de la fenêtre. Gerald se dirige vers l'extérieur pour enquêter, mais Eddie et Ray laissent tomber l'affaire sur sa tête. Les cambrioleurs passent devant Paul et regardent la toile dans la piscine, avant d'être abattus par Paul. Paul appelle quelqu'un et lui dit : « Bonjour, c'est moi. Ouais, c'est fait. » Il regarde la fausse peinture et dit : « Je l'ai ici. Ouais, ça va. Pas un coup d'œil de personne. » Il enlève le tableau et sort, alors que la vraie toile est vue en train de couler dans la piscine.

## Analyse
Le style de A Quiet Night In est expérimental et représente un risque créatif. Alors que les personnages de Pemberton et Shearsmith fournissent de la comédie, la relation entre les personnages de Lawson et Chaplin ajoute un élément d'obscurité. Les deux intrigues sont associées à la violence vers la fin de l'épisode  entraînant la juxtaposition d'éléments rappelant à la fois les Chuckle Brothers (slapstick) et Quentin Tarantino (violence sanglante).
Bien que la comédie reste noire,, le style comique de l'épisode diffère considérablement de celui de Sardines, l'épisode précédent de la série offre une sorte d'humour slapstick sadique ; la comédie physique, l'humour scatologique et la bouffonnerie sont utilisés,, l'épisode devenant effectivement une farce,,. A Quiet Night In s'appuie sur des normes de comédie silencieuse mais, pour le critique de comédie Bruce Dessau, le ton est plus proche de celui de Kill List ou Sightseers que du travail de Buster Keaton . L'épisode présente plusieurs rebondissements, et ceux-ci sont généralement conformes à l'approche typique de Pemberton et Shearsmith, bien que l'on rappelle les frères Farrelly.

## Réception
Les critiques ont généralement répondu positivement à A Quiet Night In. David Chater, écrivant pour The Times, a donné une critique très élogieuse, disant que l'épisode était « la télévision la plus drôle, la plus intelligente, la plus imaginative et originale que j'ai vue depuis aussi longtemps que je me souvienne ; - un de ces programmes fabuleux où le temps s'arrête et où le monde autour de vous disparaît. » Il a choisi de ne pas trop dévoiler l'intrigue de peur de « gâcher le plaisir ». Chater a décrit plus tard l'épisode comme « ahurissant dans son originalité », et « l'un des programmes les plus drôles et les plus imaginatifs montrés à la télévision au cours des 15 dernières années ». Jane Simon, écrivant pour le Daily Mirror, a qualifié l'épisode de « triomphe » tandis que les écrivains de Metro ont décrit l'épisode comme une «comédie de qualité»  et les journalistes écrivant pour The Sunday Times l'ont qualifié de « brillamment conçu ». Jack Seale, écrivant pour le Radio Times, a également souligné comment l'épisode était « magnifiquement chorégraphié », louant la « volonté de Pemberton et Shearsmith de tenter des concepts difficiles ».